# Alexander-Newski-Kathedrale (Nowosibirsk)

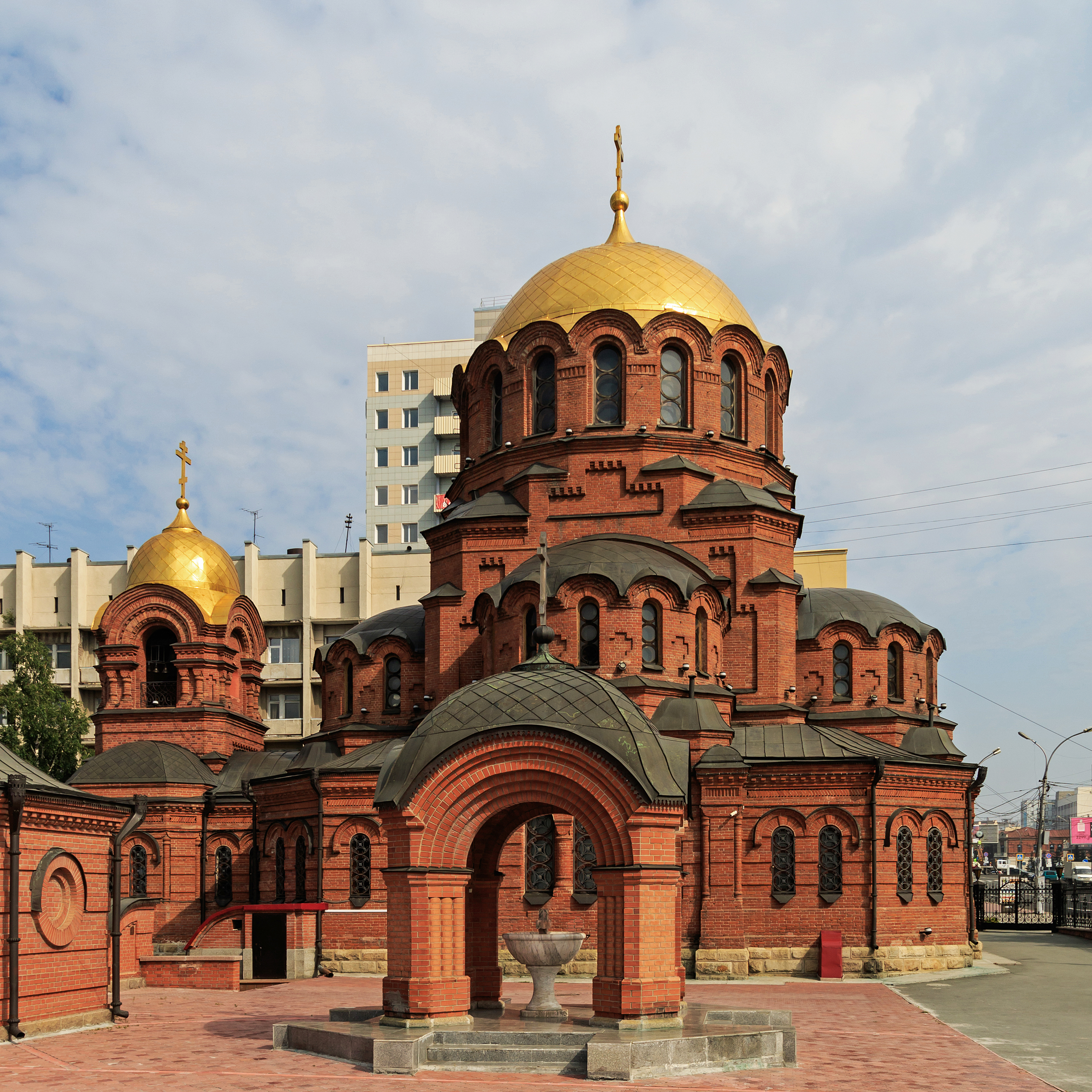
Die Alexander-Newski-Kathedrale in Nowosibirsk

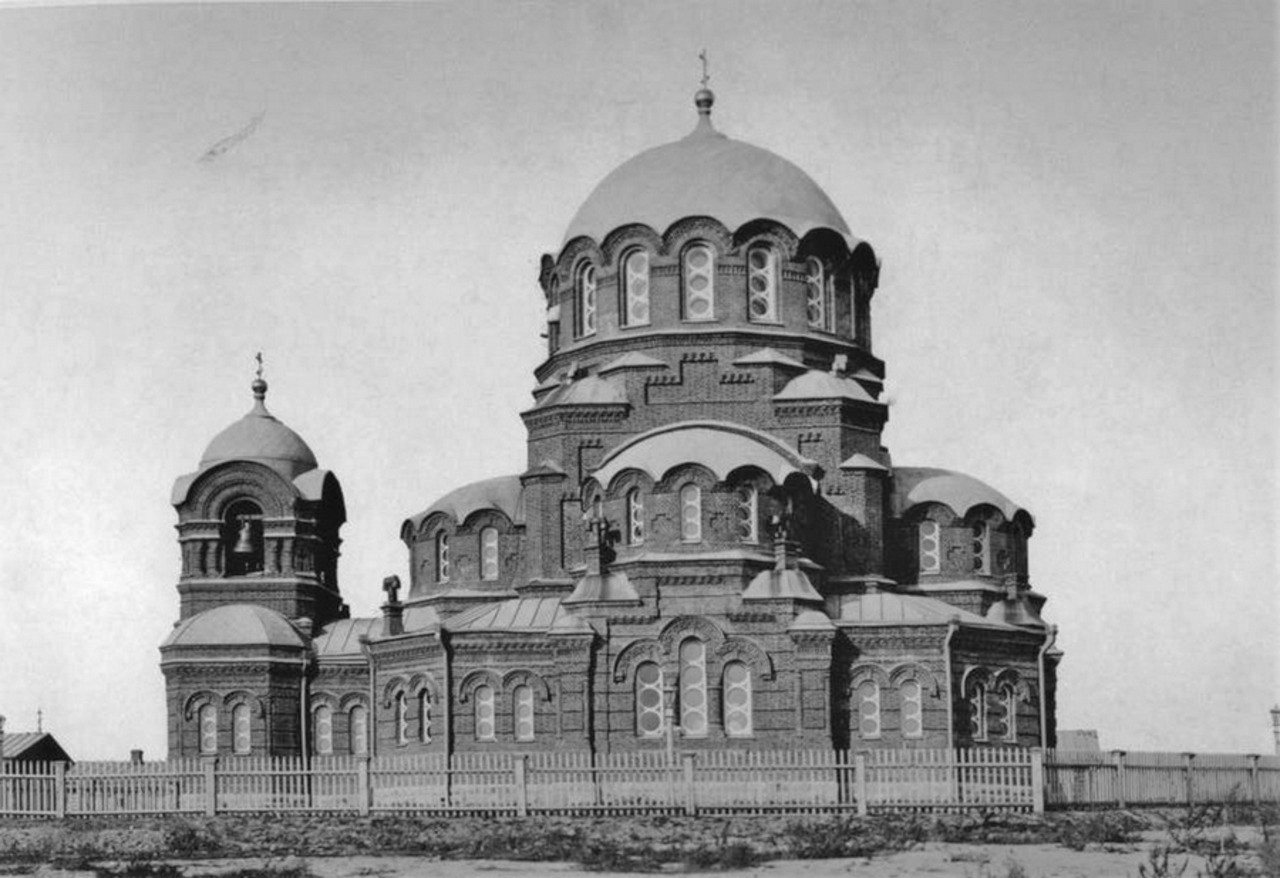
Die Alexander-Newski-Kathedrale 1899

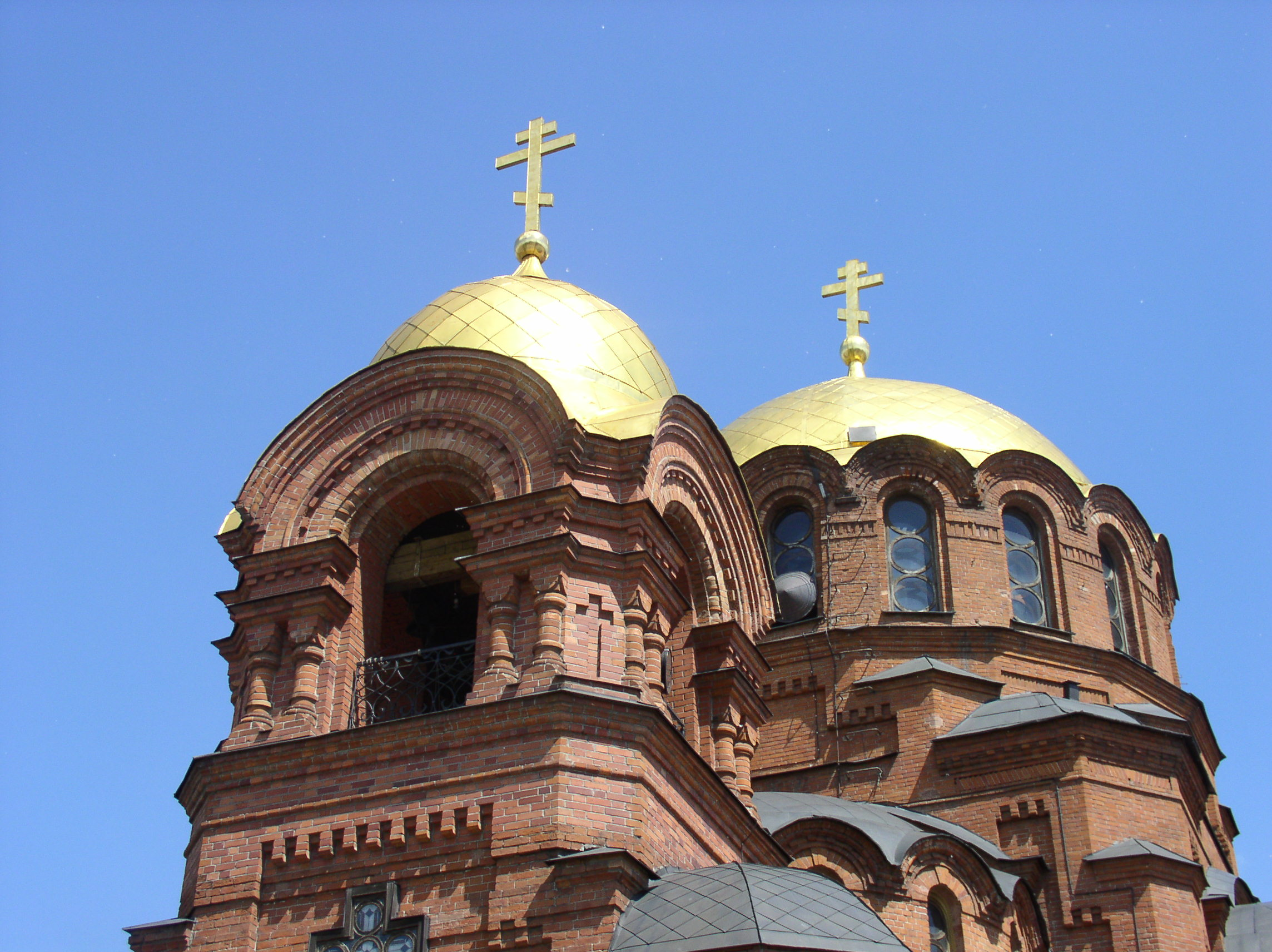
Die vergoldeten Kuppeln

Die Alexander-Newski-Kathedrale ist eine russisch-orthodoxe Kathedrale neobyzantinischen Stils in der sibirischen Stadt Nowosibirsk. 

## Geschichte
Sie gilt als eines der ältesten Steingebäude der Stadt und wurde 1898 oder früher fertiggestellt. 1937 wurde sie während der Herrschaft Josef Stalins geschlossen. 1988 wurde die Kathedrale wieder der russisch-orthodoxen Kirche übergeben und wurde bis 1992 komplett renoviert und ebenfalls Anfang der 1990er eröffnet, nachdem der russisch-orthodoxe Patriarch Alexius II. sie besucht hatte.

## Architektur
Die Kirche wurde aus roten Backsteinen erbaut und hat zwei vergoldete Kuppeln.

## Innenansichten

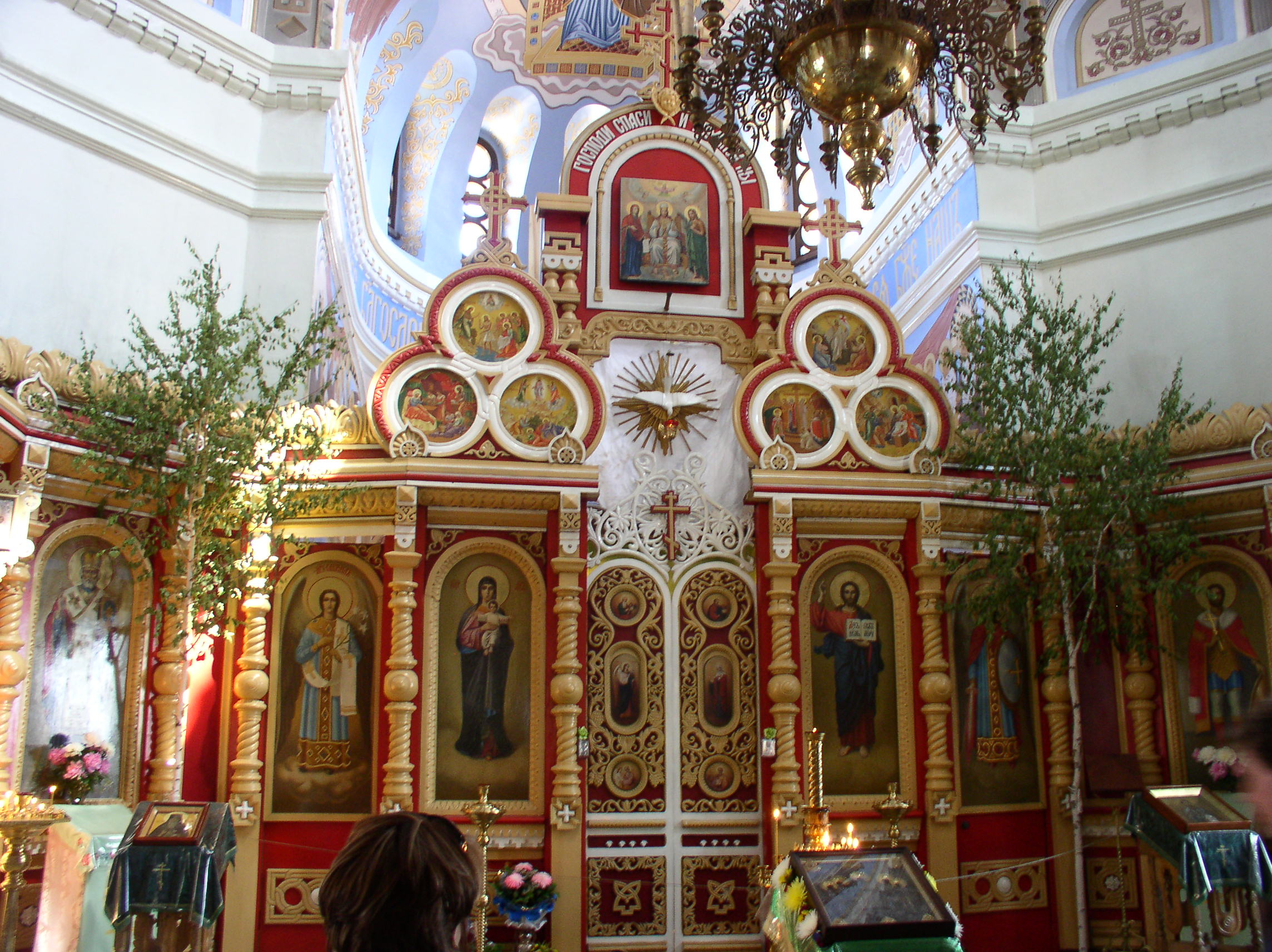
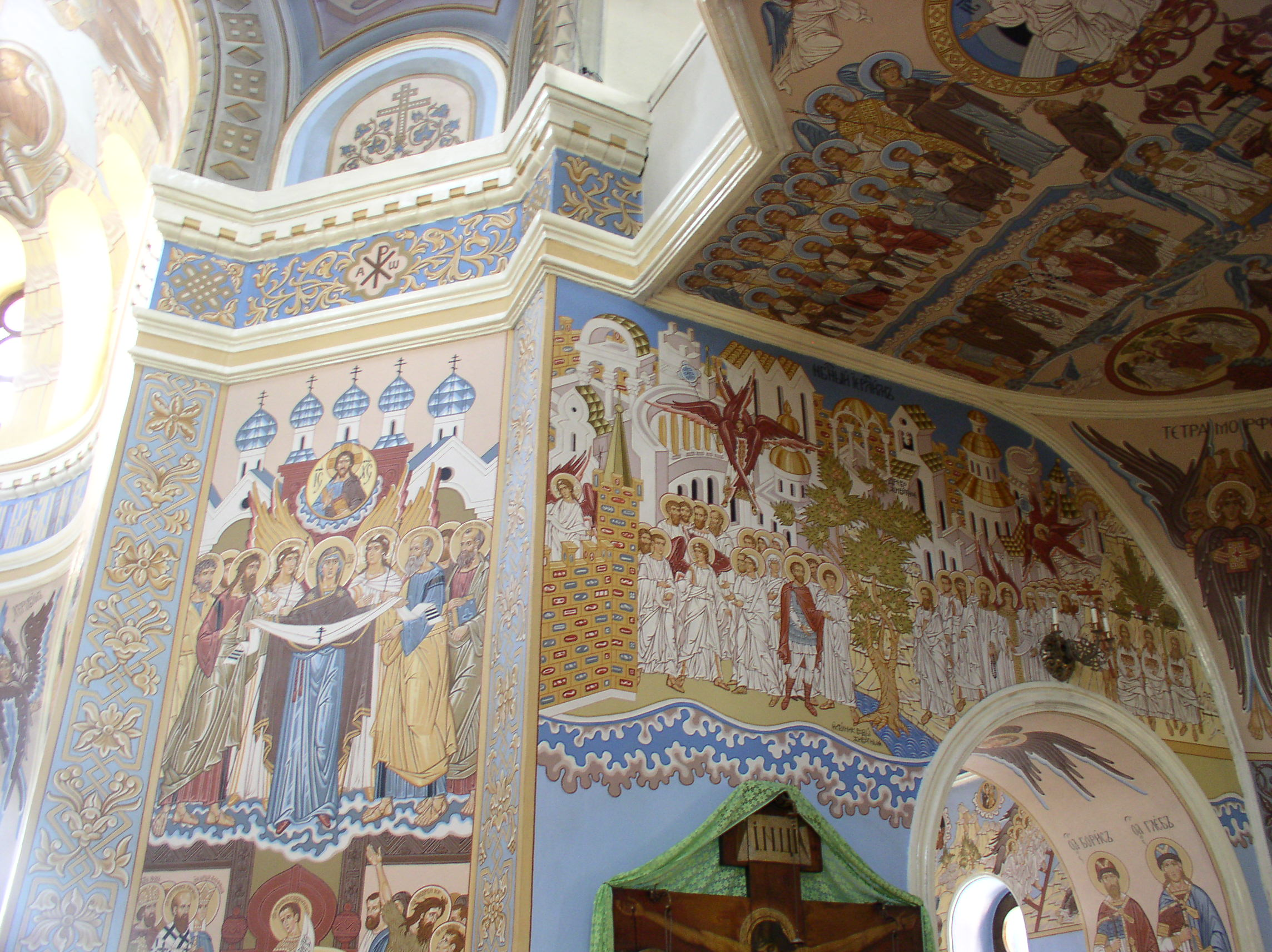
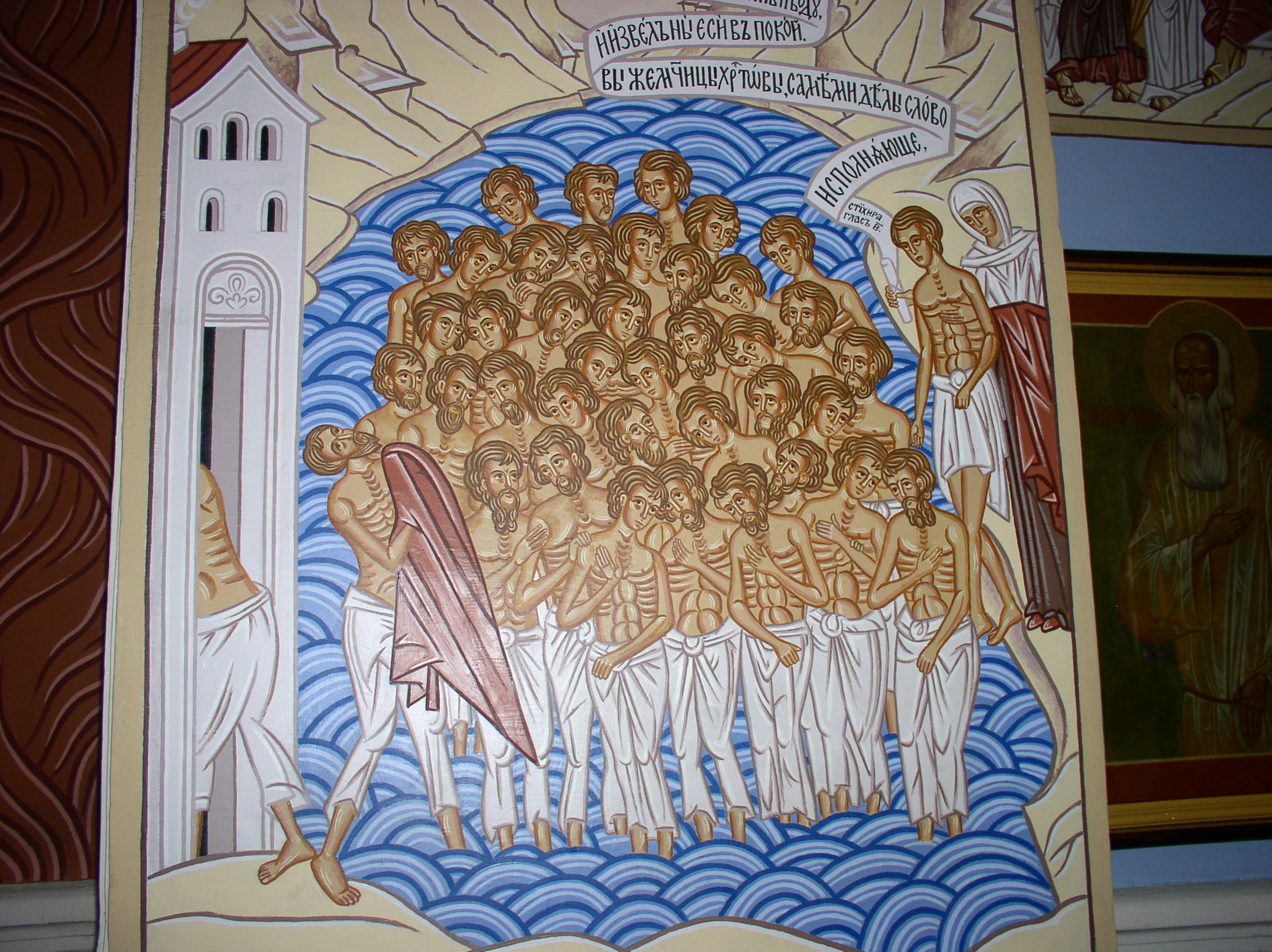
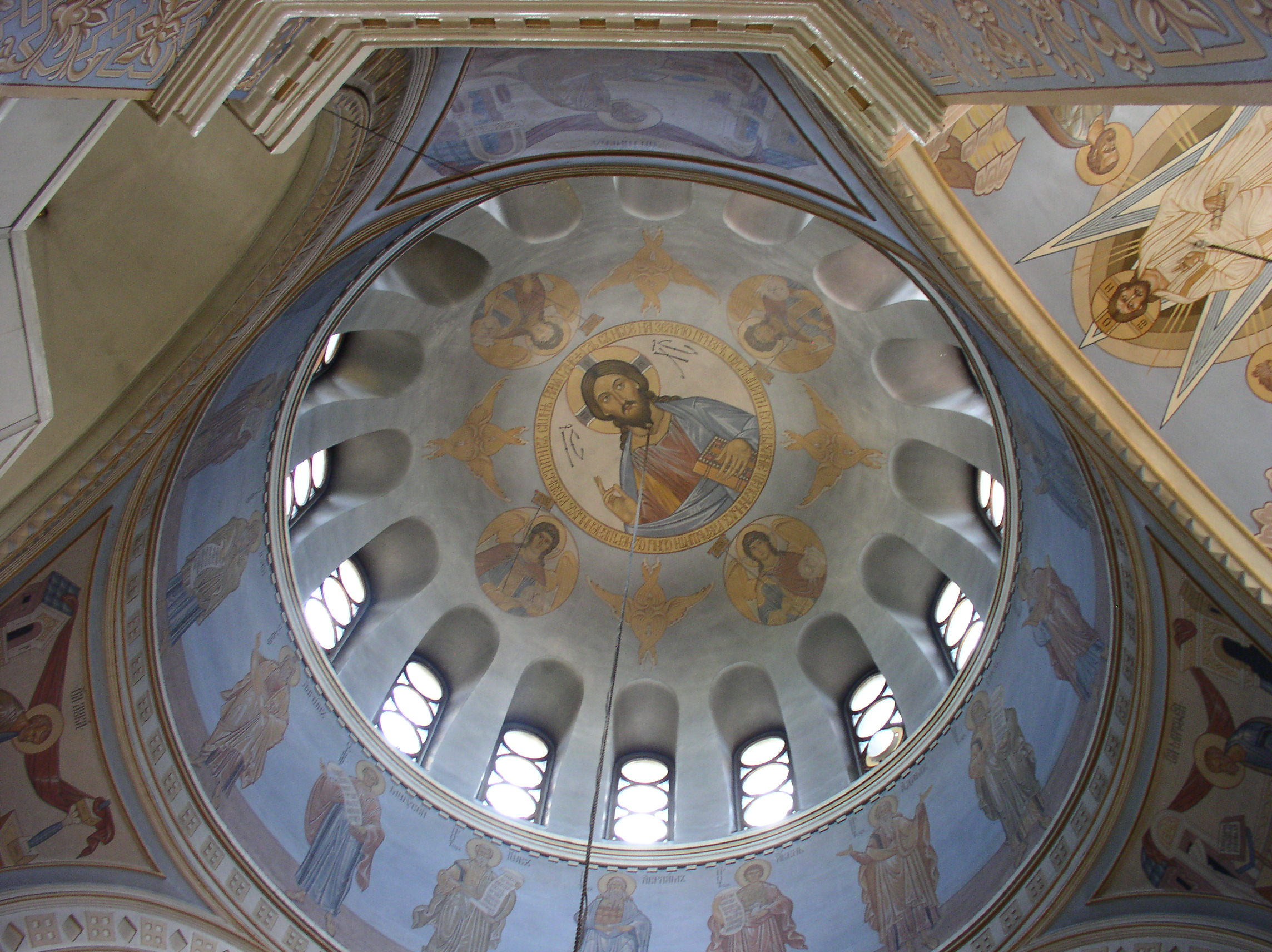